# Jutta Urpilainen

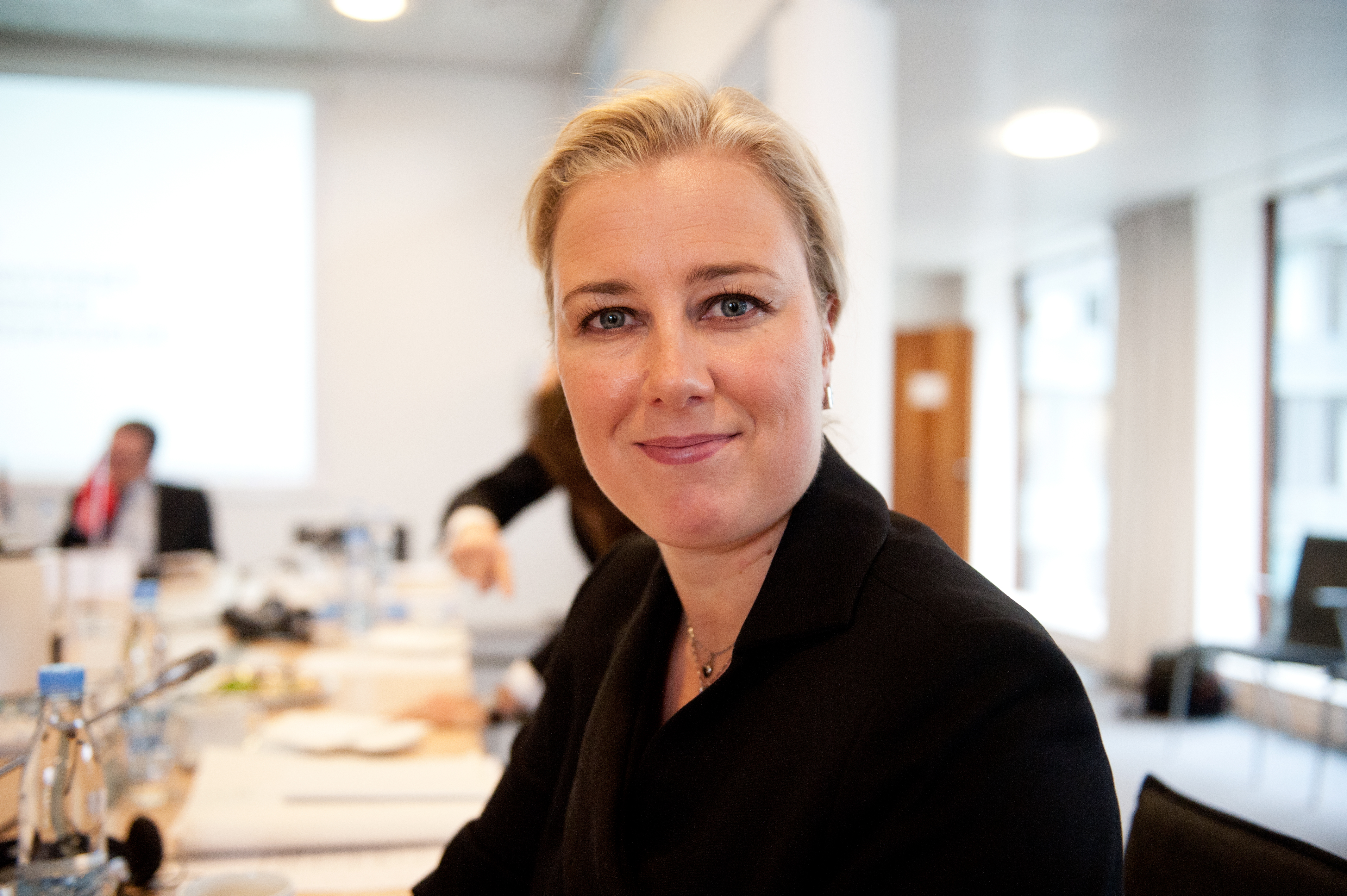
Jutta Urpilainen (2011)

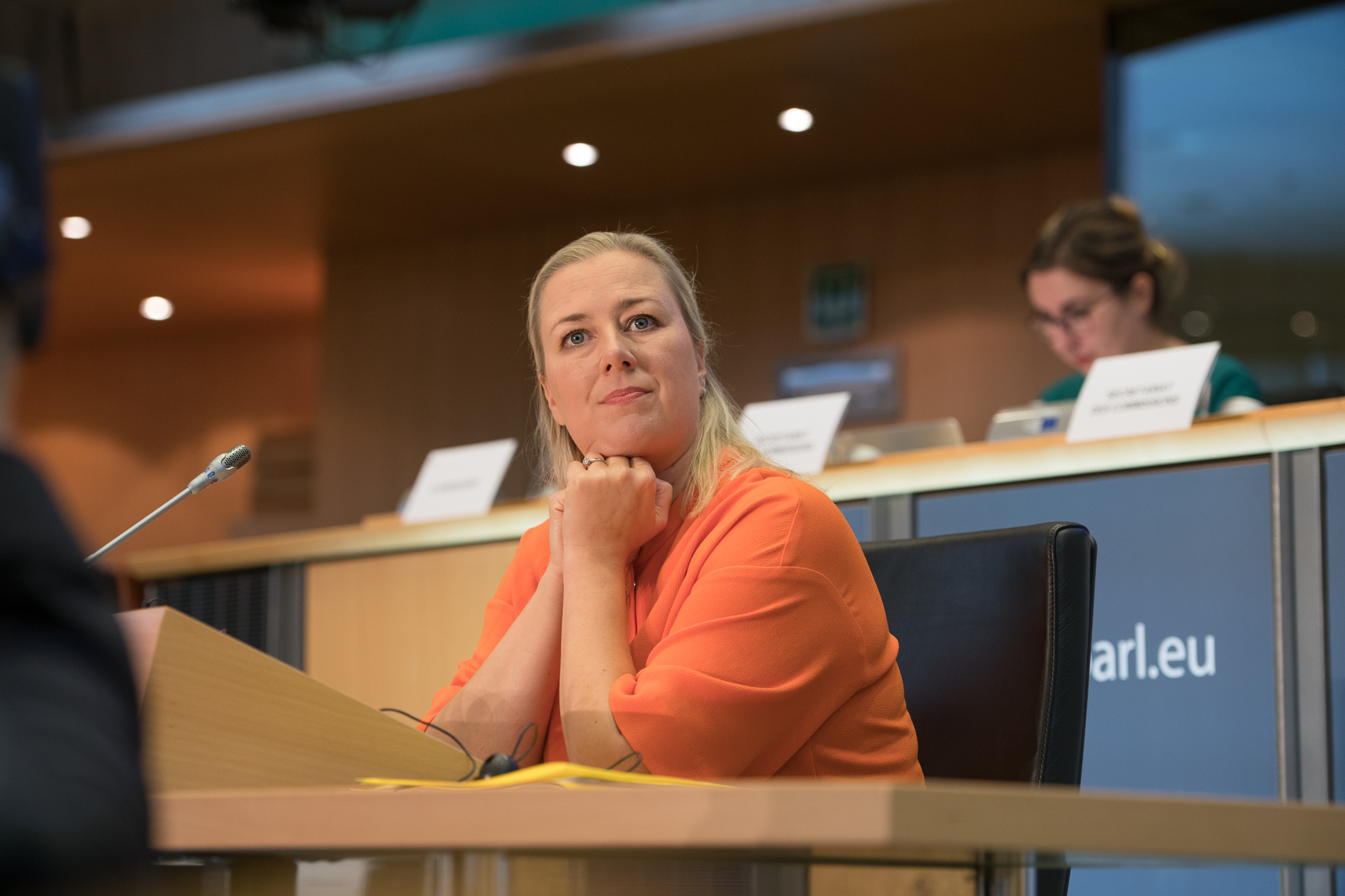
Urpilainen bei der Anhörung im Europäischen Parlament für ihre Ernennung zur EU-Kommissarin (2019)

Jutta Pauliina Urpilainen (* 4. August 1975 in Lapua, Südösterbotten) ist eine finnische Politikerin. Von 2008 bis 2014 war sie Vorsitzende der Sozialdemokratischen Partei (SDP) und amtierte von 2011 bis 2014 als Finanzministerin und stellvertretende Ministerpräsidentin Finnlands. Von 2019 bis 2024 war sie EU-Kommissarin für Internationale Partnerschaften in der Kommission von der Leyen I.

## Leben
Urpilainen studierte an der Universität Jyväskylä und in Wien Pädagogik und mit Abschluss 2002. Nach ihrem Studium war sie zunächst als Lehrerin tätig.
Im März 2003 wurde sie für den Wahlkreis Vaasa als Abgeordnete in das Finnische Parlament gewählt. Zuvor war sie bereits seit 2001 Mitglied im Stadtrat von Kokkola. Urpilainen wurde als Nachfolgerin von Eero Heinäluoma 2008 Vorsitzende der Sozialdemokratischen Partei Finnlands und obsiegte bei der Wahl um den Vorsitz gegen Erkki Tuomioja.
Nach den finnischen Parlamentswahlen im April 2011 wurde Urpilainen als Juniorpartnerin des konservativen Ministerpräsidenten Jyrki Katainen Finanzministerin.
2011 setzte Urpilainen gegenüber den anderen Eurostaaten das „Finnenpfand“ durch: Finnland erhielt für seine Beteiligung am Euro-Krisenfonds EFSF von Griechenland eine Sicherheit. Griechenland überwies 930 Millionen Euro auf ein Konto; dieser Betrag deckt die finnische Beteiligung an der Griechenland-Hilfe großteils ab.
Im Juli 2012 wies ihr Sprecher die Behauptung zurück, sie habe mit einem Austritt Finnlands aus dem Euro gedroht. Eine Bankenunion oder Haftung für die Schulden anderer Eurozone-Länder lehnt Urpilainen ab.
Der Beschluss des EU-Gipfels in Brüssel Anfang Juli 2012, wonach der Europäische Stabilitätsmechanismus (ESM) künftig auch Staatsanleihen Spaniens und anderer unter Druck stehender Euroländer aufkaufen darf, stieß in Helsinki ebenfalls auf Bedenken.
Am 9. Mai 2014 unterlag Urpilainen auf dem SDP-Parteitag in Seinäjoki dem Gewerkschafter Antti Rinne in der Abstimmung um den Parteivorsitz mit 243 zu 257 Stimmen. Daraufhin kündigte sie auch ihren Rücktritt als Finanzministerin an, der am 6. Juni 2014 wirksam wurde. Auch hier folgte ihr Antti Rinne.
Am 1. Dezember 2019 trat sie das Amt der EU-Kommissarin für Internationale Partnerschaften in der Kommission von der Leyen I an. Sie amtierte bis zum 30. November 2024.

## Privates
Urpilainen ist verheiratet. Sie spricht neben Finnisch auch Schwedisch, Englisch und Deutsch.